# Ignatius Ephräm II. Karim

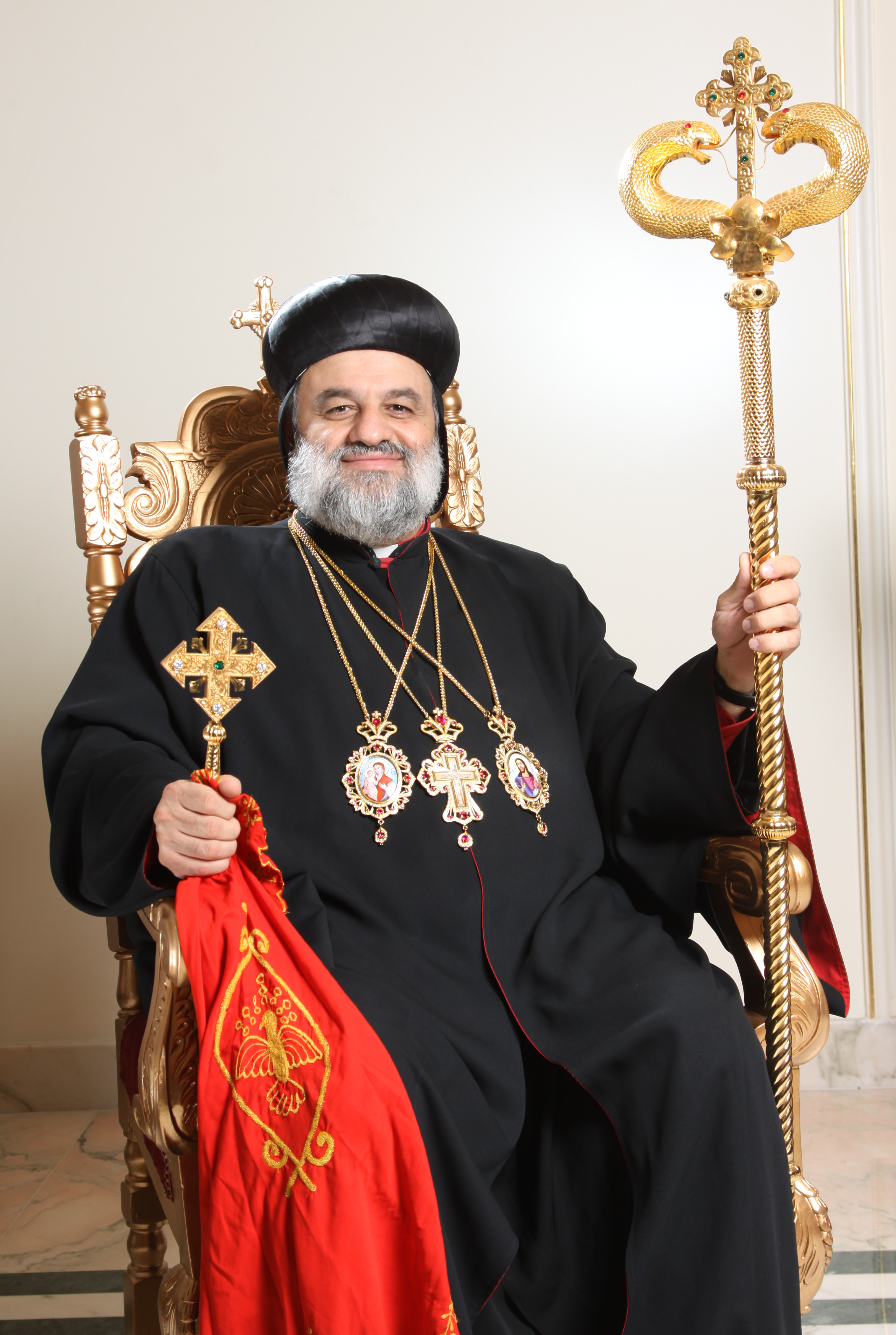
Ignatius Ephräm II. (2014)

Moran Mor Ignatius Ephräm II. (reichsaramäisch ܐܝܓܢܛܝܘܣ ܐܦܪܝܡ ܬܪܝܢܐ Iġnaṭius Afrem Trayono arabisch مار أغناطيوس أفرام الثاني كريم Iġnāṭīūs Afrām al-Ṯānī; * 3. Mai 1965 in Qamischli, Syrien; geboren als Saʿid Karim) ist ein syrisch-orthodoxer Geistlicher. Er ist seit dem 31. März 2014 der 123. „Patriarch von Antiochien und dem ganzen Orient“ der Syrisch-Orthodoxen Kirche. Seine feierliche Inthronisierung fand am 29. Mai 2014 in Maarat Saidnaya bei Saidnaya statt.

## Leben
Karim entstammt einer syro-aramäischen Familie aus dem Dorf Ehwo (heute Güzelsu) im Tur Abdin (heute in der Provinz Mardin in der Türkei), die im Zuge des Völkermords an den syrischen Christen ab 1915 nach Qamischli vertrieben wurde. Er wurde als Sohn von Issa und Chanema Karim unter dem Namen Saʿid Karim getauft und studierte 1977 am Theologischen St.-Ephräm-Seminar im libanesischen Atchaneh. Von 1982 bis 1984 war er Schüler des im April 2013 entführten Metropoliten Gregorios Youhanna Ibrahim in Aleppo. 1984 bis 1988 studierte er am Koptischen Theologischen Seminar in der ägyptischen Hauptstadt Kairo, wo er seinen Bachelor der Theologie erhielt, bevor er graduierte.
1985 wurde er zum Mönch ordiniert. Von 1988 bis 1989 diente er sowohl als Sekretär des syrisch-orthodoxen Patriarchen Ignatius Zakka I. Iwas als auch als Lehrer am Theologischen St.-Ephräm-Seminar in der syrischen Hauptstadt Damaskus. 1989 trat er in das St.-Patricks-Kollegium im irischen Maynooth ein, wo er 1991 ein Lizenziat in Theologie (Licentiate of Sacred Theology, S.T.L.) und 1994 seine Graduierung zum Doctor of Divinity erhielt. In dieser Zeit diente er auch als Priester für die syrisch-orthodoxe Gemeinde im Vereinigten Königreich.
Am 28. Januar 1996 wurde er von Patriarch Ignatius Zakka I. Iwas in der syrisch-orthodoxen St.-Marien-Kirche von Qamischli zum Metropoliten und Patriarchalvikar der Erzdiözese der Syrisch-Orthodoxen Kirche für die östlichen Vereinigten Staaten geweiht. Er kam am 2. März 1996 in den Vereinigten Staaten an und wurde offiziell an der Syrisch-Orthodoxen St.-Markus-Kathedrale in Teaneck eingeführt.
Im Juni 2016 entging der Patriarch knapp einem Mordanschlag. Ein Selbstmordattentäter hatte sich als Priester verkleidet und wollte während eines Gottesdienstes in Qamischli Ignatius Ephräm II. mit in den Tod reißen. Christliche Sicherheitskräfte konnten den Mann kurz vor dem Gebäude der Bruderschaft von Mor Gabriel aufhalten. Kurz darauf sprengte er sich in die Luft. Bei dem Anschlag kam ein Mann der christlichen Sicherheitskräfte Sutoro ums Leben und zehn weitere Sutoro-Angehörige wurden zum Teil schwer verletzt.

## Politisches Wirken
In einem Offenen Brief vom 19. April 2015 an die deutsche Staatsspitze zum Völkermord an den Armeniern und den Aramäern/Assyrern hat er sich „sehr erstaunt“ gezeigt, dass das Wort „Völkermord“ aus politischen Gründen vermieden werde. Er führt aus, dass der türkische Staat diesen Völkermord bis heute hartnäckig leugne. Auch bezeichnet er ihn als den „ersten Völkermord des 20. Jahrhundert(s)“. Des Weiteren führt er u. a. aus „Denn wenn wir die Anerkennung des Völkermords als solchen fordern, dann fordern wir auch den Beginn eines Versöhnungsprozesses.“
Der Patriarch setzt sich für die Aufhebung der Wirtschaftssanktionen gegen Syrien ein.

## Auszeichnungen
- Theologischer Ehrendoktor (Ph.D.) von der Nationalen und Kapodistrias-Universität Athen, für seine Anstrengungen, das Wort Gottes zu verbreiten und die Stimmen der verfolgten Christen (vor allem jener im Orient) die ganze Welt erreichen zu lassen, 13. November 2018[7]
- Theologischer Ehrendoktor (Ph.D.) vom St. Vladimir’s Orthodox Theological Seminary New York City (aus dem gleichen Grund wie oben), 18. Mai 2019[8]